# Bobina de Rogowski

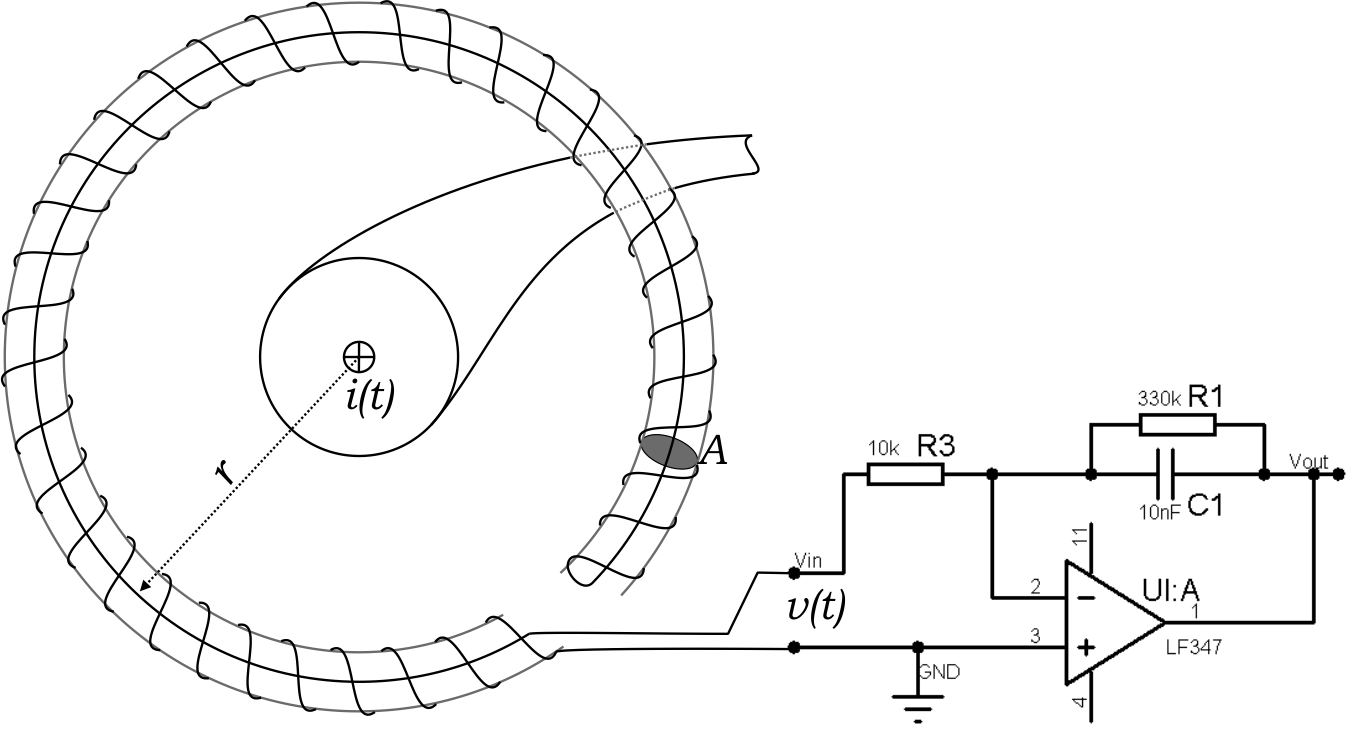
Bobina de Rogowski.

La bobina de Rogowski, llamada así en honor a su inventor Walter Rogowski, es un dispositivo electrónico, usado como transductor para medir corriente alterna (AC) o pulsos rápidos de corriente.
Consiste en una bobina de cable en forma de hélice,  alrededor de una circunferencia, como un toroide, pero con núcleo de aire, y las dos terminales están cercanas entre sí. Una vez que se tiene esta, la bobina se cierra alrededor del cable conductor que transporta  la corriente que se quiere medir. Dado que el voltaje inducido en la bobina es proporcional a la velocidad con la que varía la corriente que se mide en el cable, o a su derivada temporal, la salida obtenida en la bobina de Rogowski es usualmente conectada a un dispositivo integrador para obtener la señal proporcional a la corriente.
Una ventaja de la bobina de Rogowski frente a otros tipos de transformadores de corriente es que por su diseño puede ser abierta y flexible, lo cual permite medir un cable conductor sin perturbarlo. Dado que la bobina de Rogowski no tiene núcleo de hierro, sino de aire, esta permite tener una baja inductancia y respuesta a corrientes de rápida variación. Además, la ausencia de núcleo de hierro que sature, brinda alta linealidad, aún midiendo grandes corrientes, tales como las que se observan en transmisión de energía eléctrica de alta potencia, soldadura, o aplicaciones con pulsos de alta potencia. Una bobina de Rogowski construida apropiadamente, con el bobinado uniformemente espaciado, también presenta alta inmunidad a interferencia electromagnética.
La descripción definitiva fue dada por Walter Rogowski y W. Steinhaus en "Die Messung der magnetischen Spannung", Archiv für Elektrotechnik, 1912, 1, Pt.4, pp.141-150.
Recientemente se han desarrollado sensores de corriente de bajo costo basados en el principio de la bobina de Rogowski, que utilizan su principio básico, la diferencia está en que el sensor puede ser hecho usando una bobina plana en lugar de la bobina toroidal. Para rechazar la influencia de conductores externos a la zona de medición, estos sensores usan una geometría de bobina concéntrica en lugar de la toroidal para reducir la respuesta a campos externos. La ventaja principal de un sensor de corriente planar Rogowski, es que la precisión con la que se hace el devanado, la cual es un requerimiento para obtener buenas mediciones, puede ser lograda usando placas de circuito impreso de bajo costo.